# История ФК «Базель» (1893—1918)
Футбольный клуб Базель 1893 имеет долгую и блестящую историю, охватывающую период с 1893 года по 2023 год. Большую часть этого времени Базель участвовал в высшем дивизионе футбола Швейцарии, в сезоне 2022/23 играет в Швейцарской Суперлиге. Клуб был основан 15 ноября 1893 года.
Из-за своего размера история Базеля была разделена на пять разделов. Первый раздел посвящен основанию клуба, его ранним годам, созданию швейцарского футбольного союза (ASF-SFV), первым чемпионатам лиги и периоду до и во время Первой мировой войны. Для более подробной информации об отдельных периодах истории клуба смотрите следующие статьи:

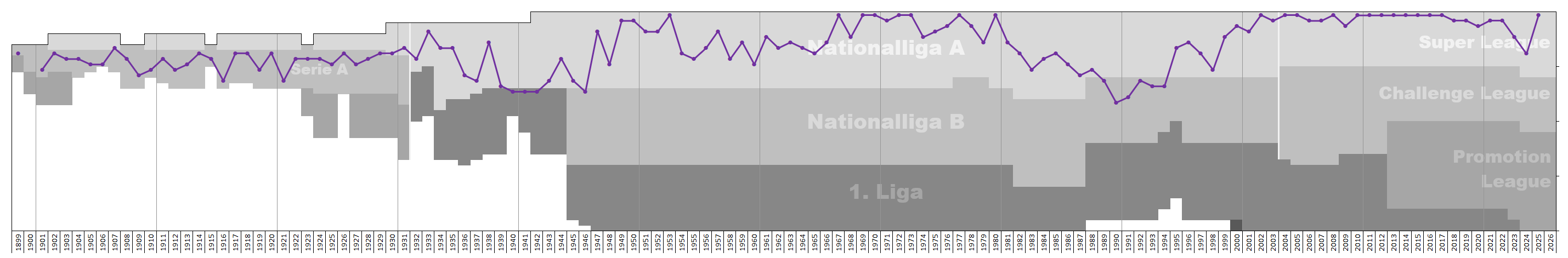
График позиций Базеля в системе швейцарской футбольной лиги

Оригинальный логотип ФК Базель.

- История ФК «Базель» (1918—1939)
- История ФК «Базель» (1939—1965)
- История ФК «Базель» (1965—2000)
- История ФК «Базель» (с 2000)

## Ранние годы

### Первый сезон
Базель был создан на основе объявления, размещенного Роландом Гельднером (нем. Roland Geldner) в национальной газете Баслер (нем. Basler) 12 ноября 1893 года. Он пригласил всех желающих присоединиться на встречу следующей среды в 8:15 в ресторане Шумахерн-Цунфт (нем. Schuhmachern-Zunft), для создания футбольной команды. На встречу пришло 11 человек, в основном из академического сообщества, которые и основали футбольный клуб Базель 15 ноября 1893 года.
Члены-учредители
(Источник: документация к 50-летию клуба)
- Эмиль Абдергальден — был игроком первой команды в ранние годы, известным физиологом и руководителем института физиологии в университете Галле в Германии.
- Макс Борн — о личной жизни ничего неизвестно.
- Йози Эбингер — был долгое время игроком первой команды. Он занимал различные должности в клубе, в том числе должность председателя клуба с октября 1902 года по май 1903 года. Он также был вице-президентом Швейцарского футбольного союза в 1900 году.
- Макс Гельднер — сыграл как минимум в шести играх за первую команду, в первые два года существования клуба и оставался верным другом и покровителем Базеля ещё 50 лет.
- Роланд Гельднер — был первым президентом Базеля. Он был известной личностью в городе и футболистом в ранние годы. Выдающийся человек, он был душой клуба в его ранние годы.
- Вильгельм Глазер — носил красно-синие цвета как центрфорвард в течение многих лет, провел не менее 14 матчей. Он все ещё следил с большим интересом за Базелем, даже через 50 лет после того, как играл в команде.
- Жан Гридер — был игроком первой и второй команд, провел не менее одного матча за первую команду. Он был управляющим активов и обязательств и стал первым актуарием клуба. На протяжении многих лет он занимал высокие почетные должности в своем родном городе.
- Фердинанд Ислер — был профессором кантонской школы во Фрауэнфельде. Он был первым капитаном первой команды, провел не менее 17 матчей в течение первых трех сезонов клуба. Позже он стал актуарием клуба. Он был большим пропагандистом. Он писал брошюры о футбольной игре и перевел правила игры с английского языка на немецкий язык. Был одним из первых спортивных журналистов.
- Вильгельм Осер — был фармацевтом по профессии. Его жизнерадостный, живой характер был высоко оценен в клубе. Он был усердным пионером футбольного движения.
- Фриц Шойблин — был высокоуважаемым ректором гуманитарной грамматической школы в Базеле на протяжении многих лет. Своими отличными способностями он служил клубу на протяжении многих лет в различных должностях. Провел четыре матча в первых двух сезонах клуба. Он был основателем отдела тенниса.
- Люсьен Шмолл — о личной жизни ничего неизвестно.
- Ричард Штруб — был тихим и преданным членом клуба. О его личной жизни очень мало что известно.
- Джон Толлман — был опытным вратарем и сыграл как минимум 23 матча в течение первых пяти лет клуба. Первый секретарь-казначей швейцарского футбольного союза. Личность с очень особенным характером. Вместе с Роландом Гельднером он был движущей силой клуба в его ранние годы.
- Чарли Вольдерауэр — был отличным защитником и сыграл как минимум 33 матча. Он был президентом с декабря 1896 года по декабрь 1899 года. Он организовал первые игры в Швейцарии против английских профессиональных команд: «Ньюкасл Юнайтед» и «Селтик».

Цвета клуба с первого дня были красным и синим.
Через одиннадцать дней после основания клуба состоялась первая игра. О той игре мало воспоминаний , Базель провел её 26 ноября 1893 года. Члены клуба собрались на Ландхофе и сыграли игру между собой. Это считается первой, но неофициальной игрой Базеля. Имена игроков обеих команд были записаны, что также можно прочитать в истории Базеля, и результат был также зафиксирован для потомков: Команда 1 победила Команду 2 семью голами против двух. Через две недели после этой внутренней тренировочной игры состоялась настоящая. Фердинанд Ислер был выбран первым капитаном команды. Первый футбольный матч, который провел клуб, состоялся 10 декабря против футбольной команды клуба RTV / Realschüler-Turnverein (гимнастический клуб старшеклассников). Базель выиграл со счетом 2:0, забивали Глазер и Зигрист.
Следующий матч состоялся через полгода. Чарльз Волдерауэр, который как бизнесмен имел хорошие связи, и использовал их. Уже в июне 1894 года он организовал поездку, чтобы сыграть против Strassburger FV. Команда отправилась поездом в Страсбург и сыграла свой первый матч против иностранной команды, матч закончившийся поражением со счетом 0:8.

### Второй сезон
В этом сезоне клуб организовал десять товарищеских матчей для своей первой команды. Первым был матч против ФК Гимнасия (от греч. «gymnasion» — место для физической тренировки), созданной гимнастами и учениками средней школы, в 1884 году для их уроков гимнастики был куплен первый футбольный мяч. До и между двумя играми против Грассхоппер, Базель провел две игры против RTV. Это были их второй и третий поединки, и все они были довольно интересными. Осенью Базель принимал ФК Эксельсиор (нем. FC Excelsior Zürich), второй хорошо зарекомендовавший себя клуб из Цюриха. Ответный матч был сыгран весной и привлек более 2000 зрителей, что является достойным результатом, потому что в то время в городе было около 70 000 жителей. Они также дома играли против местной команды Бакджамперс (англ. Buckjumpers Club Basel), ещё одной команды, состоявшей из гимнастов и учеников средней школы, и французской команды Мюлуз, которая стала регулярным товарищеским соперником в следующие годы.
В конце марта ещё одной командой, приехавшей в Базель, стала немецкая команда Карлсруэ. Тем утром «Кикерс» играли против «Олд Бойз Базель» и выиграли со счетом 10:0. Карлсруэ играл только с четырьмя своими основными игроками, остальные семь были игроками из трех других клубов Карлсруэ, так что на самом деле это была сборная Карлсруэ. Эта игра закончилась вничью 1:1.
В мае была игра против Abstinenten-Fussballclub Patria Basel и первая игра против недавно сформированного «Олд Бойз Базель».

### Третий сезон — создание ШФС
Роланд Гельднер был президентом клуба, но он ушёл на годовом общем собрании клуба, которое состоялось 1 сентября 1895 года, и на его место был избран новый президентом клуба — Эмануэль Шис. На этом общем собрании было объявлено, что с первого дня к клубу присоединился 31 футболист, 14 покинули клуб, поэтому на данный момент активных футболистов было 17.
Швейцарский футбольный союз (ШФС) был основан 7 апреля 1895 года. Базель был одним из основателей, хотя не был присутствующим на собрании основателей. Вратарь Базеля и местный бизнесмен Джон Толлманн присоединился к совету директоров ШФС и стал первым секретарем-казначеем. Местные соперники «Олд Бойз Базель» вскоре стали членами ШФС. Идея создания Швейцарского национального чемпионата, следуя форме английского чемпионата, была обсуждена как приоритетная.
Фердинанд Ислер был выбран капитаном команды, он был ответственным за проведение тренировок и выбор игроков на матчи. В этом сезоне клуб организовал десять товарищеских матчей для первой команды. Шесть из них состоялись в Базеле. В осеннем сезоне Базель дважды играл против ФК Эксельсиор (нем. FC Excelsior Zürich), проиграл на выезде и сыграл вничью дома, а весной они сыграли с ними ещё дважды и дважды победили. Базель дважды играл с французской командой Мюлуз, сыграв вничью в гостях и победил дома. Они также дважды играли против Грассхоппер и выиграли оба матча. В прошлом сезоне команда проиграла матч Бакджамперс (англ. Buckjumpers Club Basel), а в этом сезоне они одержали победу. Однако Бакджамперс (англ. Buckjumpers Club Basel) были вынуждены распустить свой клуб в конце сезона из-за нехватки участников, и поэтому несколько их оставшихся членов присоединились к Базелю перед началом следующего сезона. В конце ноября 1895 года Базель также сыграл свой первый матч против Англо-американского клуба Цюрих (нем. Anglo-American Club Zürich) и проиграл. Десять матчей закончились шестью победами, двумя ничьими и двумя поражениями.

### Четвертый сезон
Идея Швейцарского национального чемпионата была рассмотрена Швейцарским футбольным союзом (ШФС), который был основан в предыдущем году и в котором Базель и местные конкуренты Олд Бойз были членами. Однако такой чемпионат ещё не был организован.
Президентом клуба был Чарли Вольдерауэр, который занимал эту должность между 1896 и 1900 годами. Он был третьим президентом в истории клуба после Роланда Гельднера (1893—1896) и Эмануэля Шиесса (1896). Вольдерауэр также был капитаном команды в этом сезоне. На этот сезон клуб организовал семь товарищеских матчей для своей первой команды. Четыре из этих матчей были проведены в Базеле, один на Ландхофе, два на Шютценматте, четверное место проведения матча неизвестно. Базель провел две игры в Мюлузе. Первая против Strassburger FV была проиграна 3-4, а вторая против Мюлуз тоже была проиграна 2-3. Пять игр были сыграны в ноябре/декабре, а две другие — в марте и июне. Из семи игр две были выиграны, две сыграны вничью, а три проиграны. Всего команда забила 16 голов и пропустила 9.

## Национальные чемпионаты

### Пятый сезон, неофициальный национальный чемпионат
Хотя первенство Швейцарии состоялось в сезоне 1897-98, оно считается неофициальным, так как его не организовывал Швейцарский футбольный союз (ШФС). Базель не участвовал в этом первом чемпионате, как и местный соперник «Олд Бойз Базель».
В этом сезоне Базель организовал 10 товарищеских матчей для своей первой команды. Пять матчей прошли на домашнем стадионе в Ландхофе, и все пять были выиграны. Два матча были сыграны в Цюрихе, и оба закончились поражениями с разгромным счетом: 3:7 против Цюриха и 0:7 против Грассхоппер. Домашний матч против местного клуба «Олд Бойз Базель» закончился вничью, а следующий матч против Биль-Бьенн был выигран со счетом 5:2. Товарищеский матч против ФК Берн был сыгран на нейтральной территории в городе Арау, и Базель выиграл эту игру со счетом 4:1. Из 10 матчей Базель выиграл 7, сыграл вничью один раз и дважды проиграл.

### Шестой сезон, Швейцарская Серия А
В 1898 году Базель присоединился ко второму чемпионату Серии А, организованному швейцарским футбольным союзом (ШФС). Чемпионат Серия А 1898/99 годов проводился в формате на вылет, разделенных на три региональные группы: Восток (регион Цюрих), Центральная (северо-западная Швейцария) и Запад (Романдия). Победители каждой группы играли в финальном раунде, по круговой системе. Базель играл в центральной группе против «Олд Бойз Базель». 13 ноября 1898 года игра прошла на стадионе Ландхоф и закончилась вничью 1-1. Поэтому требовался повторный матч, который был сыгран месяц спустя 18 декабря и также завершился ничьей 2-2, несмотря на согласованные 20 минут дополнительного времени. Поскольку Олд Бойз жаловались, что один из двух голов Базеля был забит рукой игрока, они подали протест. Швейцарский футбольный союз должен был решить этот вопрос, и в результате протест был удовлетворен. Оспариваемый гол был просто вычтен из результата, и таким образом Олд Бойз прошли в финал.
Команда провела четыре товарищеские игры в первой половине сезона и три после нового года. Три игры были сыграны дома, а четыре — в гостях. Четыре товарищеских матча закончились победой, а три — поражением.

### Седьмой сезон
В этом сезоне Базель не участвовал в чемпионате Серии А 1899—1900. Капитаном команды на этот сезон был назначен Жорж Фюрстенбергер по решению совета директоров клуба под председательством Чарли Вольдерауэра. Базель сыграл 16 товарищеских матчей в этом сезоне, выиграв шесть, сыграв вничью дважды и проиграв восемь раз. Одиннадцать из этих товарищеских матчей были сыграны дома на Ландхофе, а пять — на выезде. Как и в предыдущем сезоне, все товарищеские матчи были сыграны против швейцарских команд. Среди соперников были текущие чемпионы Швейцарии — Англо-американского клуба Цюрих (нем. Anglo-American Club Zürich), и Базель выиграл обе игры. Они также дважды играли против Цюриха, но оба матча закончились поражением. Кроме того, были две игры против местных соперников «Олд Бойз Базель», и обе они были проиграны. Две игры против «Конкордия Базель» закончились победой дома, но поражением на выезде. Две игры против Биль-Бьенн закончились поражением дома, но победой в гостях.

### Восьмой сезон, второе участие в чемпионате
Новым президентом клуба стал Эрнст-Альфред Тальманн, который сменил Вольдерауэра на годовом собрании акционеров. Альфонс Шорпп был назначен капитаном команды. В этом сезоне команда сыграла восемь товарищеских матчей и десять игр в чемпионате. Серия А 1900/01 годов была разделена на две группы: восточную и западную. Базель был вместе с тремя командами из Цюриха — Грассхоппер, Цюрих, Fire Flies Zürich, и двумя другими командами из Базеля, Олд Бойз и Форутна Базель. Старт сезона с ничьей дома против Fire Flies и победой на выезде над местными соперниками Олд Бойз. Однако в оставшихся восьми играх команда смогла добыть только ещё одну ничью и победу.
Ещё одной любопытной особенностью этого сезона было то, что капитан Шорпп забил свой первый гол в чемпионате за клуб 3 марта 1901 года в выездном матче против Грассхоппер. Фактически, он забил два гола, но это не смогло спасти команду от поражения со счетом 3-13. Причиной такого разгромного поражения могло стать то, что один из игроков опоздал на поезд, а также то, что команда играла с несколькими игроками из своей резервной команды. Тем не менее, до сих пор это остается самым крупным поражением истории клуба. Из этой восточной группы в финалы прошла команда Грассхоппер, встретившаяся в финале с ФК Берн, победителем западной группы. Финал 31 марта был переигран, потому что один из игроков в составе Грассхоппер не имел права играть, и Грассхоппер победил в переигровке, став швейцарскими чемпионами второй сезон подряд.

### Девятый сезон
Вначале развития футбола главной проблемой для всех клубов было найти подходящее поле для игры. FC Basel повезло найти Ландхоф, который был недавно приобретен Катариной Эрлер-Виттих у наследников Андреаса Мериана-Изелина, члена семьи Мериан. Сразу после создания клуба она предоставила Ландхоф в качестве игровой площадки на несколько лет бесплатно. С 1895 по 1901 годы на территории также располагался велотрек. Когда клуб-арендатор велотрека распался, клубу нужно было найти новое поле для игры в начале сезона 1901/02, потому что новые арендаторы построили бетонную дорожку для игры в боулинг прямо посередине поля. В конечном итоге Базель нашёл место в Тирштайнераллее, рядом с полем, которое использовали местная команда Олд Бойз. Ландхоф находился на севере реки Рейн, а Тирштайнераллее на юге. Переезд с прежнего поля на новое произошёл поздно вечером, тяжелые ворота переносились вручную через город в полной темноте, чтобы никто не заметил, что у клуба не хватает денег на переезд. Новое поле использовалось в течение полутора лет, пока бетонная дорожка для боулинга не была удалена.
Альфонс Шорпп был капитаном команды третий год подряд. Базель провел две товарищеские игры до начала сезона и две в середине сезона. Во время зимнего перерыва и в конце сезона команда отправилась во Францию играть с Мюлузом. Обе игры закончились победой. Из общего числа 11 товарищеских матчей, которые команда сыграла в этом сезоне, семь были выиграны, а четыре закончились поражением.
В этом сезоне команда играла в Серии А 1901/02, которая была разделена на три региональные группы: Восток, Центр и Запад. Базель был отнесен к Центральной группе вместе с Янг Бойз и тремя другими командами из региона Базеля. Базель завершил дивизион на втором месте, семь игр, пять побед и два поражения с десятью очками. Но они отстали на одно очко от Янг Бойз, которые квалифицировались в финал. Чемпионат выиграл Цюрих.

### Десятый сезон
Сезон 1902/03 был десятым сезоном существования клуба. Президентом клуба был Эрнст-Альфред Талманн, который возглавлял клуб второй год. Позже в том же году его место занял Йози Эбингер, ставший пятым президентом в истории клуба. В начале предыдущего сезона клубу пришлось найти новое игровое поле. В конечном итоге им удалось найти подходящее поле рядом с Тирштайнераллее на юго-востоке города. На начало сезона 1902/03 команда также играла свои матчи там. К концу 1902 года клуб достиг соглашения с владелицей Ландхофа, госпожой Катариной Эрлер-Виттих, и тем самым смог вернуться на свой первый домашний стадион. За 150 швейцарских франков клуб снова сделал поле играбельным.
В начале этого сезона в Швейцарский футбольный союз (ШФС) вступило 15 клубов с более чем 1000 игроками. Большинство клубов имели по две или три команды, поэтому в этом сезоне была введена третья лига швейцарского футбола, названная Серией C. С точки зрения местных команд это означало следующее: Серия A с Базелем, Олд Бойз, Фортуна Базель и Эксельсиор Базель. Серия B с Олд Бойз II, Базелем II и Эксельсиор Базель II. Серия C с Колумбией Базель, Фортуной Базель II, Гимназией Базель и Нордштерн Базель.
Базель участвовал в Серии A Швейцарии 1902/1903 и был отнесен к центральной группе вместе с Янг Бойз, ФК Берн и двумя другими командами из Базеля — это были Олд Бойз и Фортуна Базель. Фортуна была дисквалифицирована из-за инцидентов в матче против Олд Бойз, и результаты сыгранных матчей не были засчитаны. Базель завершил центральную группу после восьми игр с тремя победами и пятью поражениями, заработав в общей сложности шесть очков и забив 13 голов, пропустив 20. Таким образом, они закончили свой сезон в лиге на третьем месте в таблице, отставая на шесть очков от Янг Бойз, которые прошли в финал.

### Двенадцатый сезон
Евген Штраусс был капитаном первой команды. Команда сыграла всего два товарищеских матча перед сезоном — один во Франции против Мюлуза и один в Цюрихе против Грассхоппер. Матч против Мюлуза был выигран со счетом 8:1, в ответном матче через четыре месяца на Ландхофе была только ничья. Матч против Грассхоппер закончился поражением. В зимнюю паузу команда отправилась в Германию. На рождество они сыграли против Пфорцхайм и проиграли со счётом 7:3. На следующий день они сыграли вничью против Карлсруэ ФФ. В конце сезона команда снова отправилась в Германию и проиграла Фрайбургеру со счетом 5:1.
Седьмой чемпионат Швейцарии, сезона 1904/05, был разделён на три региональные группы: восток, центр и запад. Базель был распределён в центральную группу вместе с Янг Бойз, ФК Берн, Вайссенбюль Берн и Олд Бойз. Этот сезон стал спортивно очень неудачным для Базеля. Было всего две победы в восьми играх, обе раза против Вайссенбюль Берн. В гостевом матче победили 9:2, а в ответном матче 3:0. Вайссенбюль Берн проиграл все свои восемь игр и был вынужден покинуть лигу в конце сезона с 52 пропущенными мячами. В остальных шести играх Базель потерпел поражения и занял предпоследнее место в таблице группы, забив 18 и пропустив 20 голов. Олд Бойз выиграли группу и вышли в финал.